# Ислам
Ислам (арап. إسلام) је монотеистичка религија која потиче од учења Мухамеда из 7. века. Заснива се на вери у једног Бога (Алах), изабраност Мухамеда за божијег посланика, предодређеност људске судбине, награду за добра дела и казну за лоша, судњи дан и васкрсење мртвих. Постулати ислама објављени су у Хадисима одн. Збиркама исламских књига, а у сам темељ ислама спада и света књига Куран. Куран је писан на арапском језику и садржи 114 сура (поглавља). Куран је збирка откровења који су искључиво од Свевишњег Бога и представља искључиво Божију реч. Та посланица је Мухамеду преношена преко анђела Гаврила (арап: мелека Џибрила). Он је у пустињској пећини волео да се осамљује и размишља о Створитељу читавог света и свих бића и сила. Њему тада једном приликом силази са небеса анђео Гаврило и приказује му се у лику анђела и налаже му одмах да учи у име Господара свих светова који ствара...
Следбеници ислама се називају муслимани, „они који се потчињавају“ Божјој вољи. У свету има преко 2 милијарди муслимана, што чини ислам другом највећом религијом после хришћанства Основне обавезе сваког муслимана су вера у једног Бога (Алаха) и Мухамеда као његовог посланика, молитва пет пута дневно, пост у месецу Рамазану, давање милостиње и хаџилук (ходочашће у Меку) бар једном у животу. Готово сви муслимани припадају једној од две главне исламске групе: сунитима (80%) или шиитима (20%). Ислам је преовлађујућа религија на Средњем истоку, као и многим државама Африке и Азије. Муслиманске заједнице постоје такође у Србији и земљама Балкана.

## Увод
У преисламској Арабији је владао древни семитски политеизам. Свако племе је обожавало свог главног бога или богињу, у облику камена или глиненог кипа или дрвета. Они су били слављени у храмовима, давањем понуда и жртвовањем животиња. Постојање злих духова, било је универзално познато и тако ће остати и у исламу. Алах (Бог) био је поштован заједно са важним арапским богињама, и гозбе, прославе и ходочашћа приликом обожавања кипова представљавали су уобичајене активности.
Према исламском обичају, забрањено је приказивање Мухамедовог лика. Муслиманима је забрањено ношење амајлија, амулета, фотографија и кипова, а за сваку велику незгоду која их задеси морају се за помоћ и/или покајање обратити свевишњем Господу Богу.
У предисламској Арабији су постојали и понеки хенотеисти, који су поштовали једног бога као главног између осталих, и монотеисти, као у култу ал-Рахмана. У градовима у оазама, као што је Јатриб који ће касније бити назван Медина, налазила су се велика и утицајна јеврејска племена (која потичу од Авраама (Абрахама, одн. Ибрахима). Северне и источне области су, преко важних трговинских пута, биле под снажним хеленистичким и римским утицајем. Ту се политеизам сретао са арабизованим јудаизмом и византијским хришћанством. Прозелитске мисије које су слали хришћани су успеле да придобију неке преобраћенике (нпр. из породице Мухамедове прве жене), али као страно откровење, хришћанство није спремно прихватано. У 6. веку наше ере, Мека, са својим Кјаба храмом у коме се налазио црни камен, представљала је религиозни центар централне Арабије и мали али важан трговачки град. Иначе Кјаба (Каба) коцкасти храм представља први Храм који је подигну на овом тлу а подигао га је Авраам (Абрахам, Ибрахим). Велике разлике између богатих трговаца и сиромашних становника улице, груби обичаји и декадентни морал мучили су и притискали Мухамеда.

### Етимологија
Реч ислам потиче из четврте форме глагола аслама са кореном с-л-м и значи „покорност“, „преданост“ (Богу); муслиман је партицип актива, са значењем „онај који се предаје“ (Богу). Из истог корена је изведена и арапска реч селам (мир), што је чест поздрав међу муслиманима.

## Веровање
Ислам се заснива на вери у једног Бога, изабраност Мухамеда за последњег и задњег Божијег посланика, предодређеност људске судбине, награду за добра дела и казну за лоша, страшни суд и васкрсење мртвих. Следбеници ислама верују да је Бог послао своју објаву Мухамеду, преко анђела Гаврила (Џибрила), као што је слао објаве и осталим пророцима: Адаму, Ноју, Авраму, Давиду, Соломону, Мојсију и Исусу. Муслимани држе да је ислам иста она вера коју су вековима проповедали Божји посланици још од Адама (Адема). Будући да су претходне објаве људима измењене или делимично заборављене, Бог је послао Куран да би указао човечанству на прави пут побожности, а Мухамеду предао посланицу која није само за Арапе већ за читаво човечанство. Како се у Исламским књигама (Хадиси) помиње, та посланица и Куран су послати као милост свим световима. У исламу се на то мисли и као милост животињском свету, свету духова итд.
Мухамед је људима пренео од Господа Бога да на Земљи не живимо сами, већ и са духовима (џини) који су је и пре нас настањивали. Зли духови се називају шејтанима (сотонама) а добри духови - џини верници.
Поступак уклањања злог џина (демона, одн. злог духа) се назива Рукја, док се за исти чин у хришћанству користи термин егзорцизам.
И дан данас се широке народне масе различитих вероисповести обраћају хоџама (исламских свештеницима) који су за рукју акредитовани, не би ли се спасили од злог утицаја или лоше судбине која их је задесила.
Често се иста организује и групно, али је обавезно да буде неко од старијих и снажнијих у присуству "пацијента" коме се рукја учи (гласно изговарање одређених и специфичних делова Курана који имају моћ чак и да тог демона живог и спале ако се не жели "одселити" и напустити особу).

### Бог
Муслимани верују у једнога Бога (арапски: Алах), творца и нествореног, свемогућег и милосрдног, који је слао објаве преко посланика (пророка) свим људима Израиља, одн. јеврејима.
Доласком Мухамеда као посланика, његова се посланица прва и једина објављује свим народима, читавом човечанству и "свим световима" како то Господ Бог каже.
У свом уводном говору у делу "Стаза речитости", Мухамедов зет Алија ибн Еби Талиб овако дефинише исламски монотеизам: “У вери је на првом месту признање Њега - једног и јединог Свевишњег Господа Бога, Створитеља и Владара свих светова, свих створења и свих сила. Савршеност признавања Њега јесте сведочити да нема другог Бога осим једног јединог Свевишњег Господа (ла илахе ил Алах). Савршеност сведочења о Њему јесте веровати у Једноћу Његову. Савршеност веровања у Једноћу Његову јесте сматрати Га чистим, Најмилостивијим, Најсамилоснијим, Најмилосрднијим, јединим Свезнајућим, јединим Свемудрим и јединим Свемоћним. А савршеност Његове узвишености јесте одрицати Му овоземаљска "социјална" својства, пошто је свако својство доказ да је оно различито од оног чему је приписано, а све оно чему је нешто приписано различито је од својства. Тако, свако ко Богу приписује својства признаје Њему слична, а ко признаје Њему слична сматра Га двојношћу, а ко Га сматра двојношћу признаје делове за Њега, а ко признаје делове за Њега погрешно Га схвата, а ко Га погрешно схвата означава Га, а ко Га означава ограничава Га, а ко Га ограничава одређује Га бројем.”
Господ је, пише у Курану, један једини Свевишњи Господ Бог, који је "уточиште сваком", који "није родио и рођен није, и нико Му раван није".
Обзиром да се ислам заснива на вери у једног Бога (Алаха), не би требало да то име Господа (Алах) буде препрека у разумевању вере. Ово јер је у исламу - посланику Мухамеду било од Бога дозвољено и наређено да људима пренесе ово једно од Његових имена - Алах. Иначе компарације ради, Исус је Свевишњег Господа Бога називао - Иллах. Зато када се спомене реч Бог, за неке особе са других подручја би то по тамошњој традицији* значило Зевс, док би за неке друге значило Афродита, Аполон, Тор, итд. Објављивањем једног од својих имена (Алах)- Свевишњи Господ Бог у потпуности анулира могућност замене или мешања ауторитета Створитеља свих светова, свих створења и свих сила са неком другом створеном особом којој су биле приписиване божанске особине. Чак се дотле иде, да је Бог у Курану дословце навео да ће и сва она створења које људи мимо Њега обожавају (Зевс, Аполон, Тор, ...) на судњем дану Њему лично рачун за све полагати.

### Анђели
Ислам се темељи на веровање у анђеле (мелеке), од којих су многи заједнички са јудаизмом и хришћанством. Неки од анђела су Џибрил, Микаил, Азраил и Исрафил. По исламском веровању, анђели су верни Богу и извршитељи његових наредби. Анђели су велики верници, славе Бога, и немају страсти попут људи. Супротност анђелима су зли духови, на челу са Иблисом (Луцифер), који навраћа људе на чињење искључиво лоших и себичних дела, те игнорисања потреба својих ближњих (породице, родбине, пријатеља, познаника, суграђана, пролазника).

### Објаве
Муслимани верују у све четири писане објаве, које су објављене Божјим посланицима: Зебур - Давиду (Давуд), Теврат (Стари Завет) Мојсију (Муса), Инџил (Нови Завет) Исусу (Иса) и (Куран) Мухамеду.

#### Куран
Куран (кара'а - читати, казивати) за муслимане је реч Божја коју је анђео Гаврило (Џибрил) пренео преко пророка Мухамеда, последњег у низу библијских пророка. Првобитна намера Курана је била да уведе Арапе у заједницу народа Књиге, и то у ред са Јеврејима који су примили Тору и Завете. У неку руку, то је „Најновији Завет“, а назива се још и "Последњи завет" који не оспорава већ поткрепљује и наставља јеврејску (хришћанску Библију). Мухамед и његови тадашњи следбеници - асхаби (апостоли) забележили су комплетан Куран писаним путем као секундарни вид стожирања објаве, док је као примарни био учење свега напамет (хифз). Тако и после његове смрти остало је све записано, а многе су га генерације још и тада знале напамет. У данашњем времену је част сваком муслиману да научи Куран напамет, чиме стиче титулу Хафиза Курана.
Иначе Куран је подељен је у 114 поглавља која се називају сурама и која садрже различит број стихова (названих ајети). Поглавља нису распоређена хронолошки нити тематски, већ према упутству од посланика Мухамеда. Заједно са кратким насловима, све осим једне, суре почињу са бисмилом: „У име Господа Бога, милостивог и милосног“.
Две највеће теме Курана су јединственост и моћ Божја и природа и судбина људи у односу са Богом. Бог је једини створитељ универзума, људи, духова, свих светова, свих створења и свих сила, благотворан и праведан. Њему су дата описна имена као што су Свезнајући и Свемоћни. Људска бића су Божји робови (раб Божији) и својом слободном вољом она се често оглушују о Божје заповести. У већини случајева онај киме се људи искушавају јесте неко од злих духова (из армије злог духа Иблиса (Сатана, Луцифер) који је сопствени пад проузроковао тиме што је одбио да се поклони Адаму). На дан долазећег суда, сви ће устати из мртвих, а биће проживљени из репне кости (репњаче како каже посланик Мухамед) а за коју данашња медицина нема објашњења зашто је неуништива. Након проживљења биће и људима и свим створењима (осим животиња) приказана сва њихова дела и биће питани од Створитеља за све своје мисли, те ће тада једни људи другима бити сведоци у вези својих (не)дела. Након тога ће бити извагана сва дела и онда ће Свевишњи Господ Бог судити сваком. Након тога ће особе бити послане у рај (Џенет) или у пакао (Џехенем). Куран такође укључује и изнова тумачене приповести из хебрејске Библије, као што су казивања о Адаму и Еви, Јосифовим "авантурама" и Аврамовом монотеизму.
Поред суне, моралних проповеди са обичајима из пророковог живота, Куран је главни извор исламског закона, шеријата.

### Пророци
Ислам се заснива на веровању у пророке, који су послани од Бога. У Курану их је споменуто двадесет пет, а најпознатији су: Адам (Адем), Ноје (Нух), Аврам (Ибрахим), Мојсије (Муса), Исус (Иса) и Мухамед.

#### Исус
Исус (арап. Иса) је Божји посланик и Божји роб а не Божји син. Он и његова мајка, коју хришћани проглашавају богородицом, јели су храну, пили су воду, облачили се, спавали, одмарали и робовали Богу као и други људи. Муслимани верују у Исуса (Иса) али веровање да је он Бог сматра се највећим грехом (ширк).
Након низа посланика, Алах шаље Исуса, сина Маријиног (арап. Мерјем) Израелићанима да потврди Објаву, истину и садржај Торе (Теврата) и да допусти, по јеванђељу, нешто што је по Теврату било забрањено. Бог га је обасуо благодатима. Он говори људима из колевке као новорођенче и Бог га подучава књизи, мудрости, Теврату, Инџилу и знању. Иса је претпоследњи је Божји посланик и веровесник. Био је прималац треће велике Божје објаве - јеванђеља (арап: инџила) и најављивач доласка Мухамеда (под именом Ахмед) иза себе.

#### Мухамед
Мухамед је рођен у Меки 571. године, у данашњој Саудијској Арабији, у Тиџани, у јужном делу Хиџаза, око 80 km од Црвеног мора у каменој долини. Пореклом је из племена Курејш које је имало веома значајан друштвени положај у Меки. Још као дете Мухамед је остао без оба родитеља, па је бригу о њему преузео стриц. Као врло млад Мухамед је постао путујући трговац. На својим путовањима упознао је хришћанство, јудаизам и источњачке религије. Од када је око 610. године у пећини поред Меке доживео откровење, почиње Мухамедова посланичка мисија. Мухамед је неколико година проповедао своје учење по Меки, али без већег успеха јер није био прихваћен од стране богатих. Коначно, у лето 622. године дошло је до хиџре (арапски: пресељење) Мухамеда и његових присталица из Меке у Медину. Овај догађај означава почетак муслиманске ере. У новој средини Мухамед је имао много више присталица и успеха у ширењу свог учења. Основао је верску заједницу на чијем челу је сам био. Непуних осам година од дана хиџре, 630. године Мухамед се тријумфално вратио у Меку, која постаје свети град муслимана, средиште ислама и циљ ходочашћа. Овај догађај муслимани су назвали Ел Фетх (арапски: победа). Мухамед је ујединио арапска племена и постао њихов верски и световни поглавар. Створена је јединствена арапска држава која је током векова успела да припоји Сирију и Египат, делове северне Африке, дошавши до Иберијског полуострва (711) и Пиринеја (732).

### Судњи дан
Муслимани верују у долазак судњег дана, када ће људи одговарати за учињена дела, била добра или лоша.

### Предодређење
У Исламу, веровање у предодређеност (кадер) подразумева да је свезнајући Бог (Алах) одредио све што ће се десити. Он је створио створења према своме праисконском знању и мудрости. Њему је све познато и то је записано у „Левхимахфузу“. Алах је хтео да створења постоје и он их је створио и ништа се не дешава нити постоји без његове воље и стварања.

## Пракса и дужности
По исламском учењу човек је религиозно биће, јер не постоји ни један човек на свету а да у нешто не верује. То се испољава укупним животом верника, а на посебан начин религиозном праксом, односно богоштовним делима. Муслимани абортус сматрају забрањеним у већини случајева. Ако је женин живот угрожен дозвољавају га као мање зло од два зла. Не постоји заједничко мишљење, око тога када почиње људски живот, али се слажу да након 4. месеца фетус добива живу душу и од тада абортус није прихватљив, осим у случају опасности по женин живот и силовања.

### Пет стубова ислама
У Исламу је пет богоштовних дужности, пет стубова ислама. Практичне дужности муслимана су:
- Сведочење (арап: шехадет): сведочење односно гласно изговарање и веровање у то да „Нема Бога осим Бога, а Мухамед је његов пророк“;
- Молитва (арап: салах, перс: намаз) пет пута дневно током које су верници усмерени према Меки, и то: сабах (од појаве зоре до изласка сунца), подне (кад сунце мало изађе из зенита), икиндија (кад сунце нагне према западу), акшам (кад сунце зађе) и јација (кад ноћ потпуно падне).
- Пост (арап: саум), уздржавање од јела, пића, пушења, полних задовољстава и неприличног говора од зоре до заласка сунца, у току месеца Рамазана који траје 30 или 29 дана. Рамазан и рамазански пост се завршавају Бајрамом, великим муслиманским празником.
- Милостиња (арап: зекат); имућни муслимани дужни су од вишка своје имовине уделити 2-3 одсто за потребе сиромашних, ученика, болесника, старих и изнемоглих.
- Ходочашће (арап: хаџ) у Меку, бар једанпут у животу, за онога ко је у стању;

### Закон
Шеријат је божански закон ислама, и разумевање тог закона јесте фикх, односно судство. Мухамед није правио разлику између верског и световног закона; страна на коју ће шеријат да превагне у данашњим муслиманским земљама зависи од степена секуларизације у свакој од њих. Шеријат се односи на сваку димензију живота, укључујући породичне односе, закон о наслеђивању, порезе, прочишћење од загађености и молитву. Четири опште прихваћена извора исламског закона су:
- Куран (света књига)
- Суна (обичаји пророкови)
- Иџма (сагласност заједнице) и
- Кијас (закључивање по аналогији).

Шиитско судство се у неку руку разликује, јер њихова хадиска традиција не признаје последња два извора него уместо њих прихвата иџтихад (слободно расуђивање) које преносе имами. Постоји пет класичних верско-правних школа, од којих су четири сунитске (ханефити, маликити, шаифити и ханбалити) а само једна шиитска (џаферити).

### Џихад
Колективном обавезом муслимана сматра се и учешће у џихаду (арапски: животна борба), за опстанак муслимана и њихове вере. Џихад је сваки труд у име Бога, тј. на Божијем путу. Џихада има четири врсте:
- Џихад са самим собом ради устрајности на чињењу добрих дела и клоњењу од забрањених.
- Џихад против шејтана (сотоне), одупирањем човека његовом завођењу.
- Џихад против грешника руком и саветом у смислу хадиса: „ко од вас види нешто што не ваља, нека га сузбије руком, а ако не могне руком онда језиком“.
- Џихад оружјем за одбрану вере, части, живота и иметка.

## Историја
Ислам се развија у 7. веку у полуномадском политеистичком друштву Арабијског полуострва. Полигамија је код предисламских Арапа означавала моћ и престиж. У исламу је, пак, имала циљ да збрине удовице палих бораца.
Каравани из Меке и Медине саобраћају са Сиријом и Палестином, које су онда биле унутар хришћанског Византијског царства. На североистоку је било заратуштријско Персијско царство, на југу несторијански Јемен, а на западу, с оне стране Црвеног мора, монофизитска Етиопија. Дијалог са хришћанима у градовима као што су били Дамаск и Багдад, који су гледали на ислам као на јерес (и називали га хагаризам или исмаелизам), постављао је нова питања пред муслиманске теологе. Јован Дамаскин описао је расправу о пореклу зла: хришћани су је ставили уз слободну вољу како би сачували Божју правду; муслимани су порекло добра и зла извели из Бога, како би сачували његову свемоћ.

### Ширење ислама
После Мухамедове смрти 632. године његови наследници су се звали калифи (арапски: заменици), а држава калифат. Под владавином прве четворице калифа (632—661. наше ере), биле су освојене Сирија, Палестина и Месопотамија: Дамаск 635. године; а Јерусалим, Антиохија и Басра 638. Персија је побеђена између 637. и 650, а Египат између 639. и 642.
За првог наследника Мухамеда изабран је Ебу Бекр, његов таст и пратилац на хиџри до Медине. Током две године свога калифата, Ебу Бекр је учврстио муслиманску доминацију у Арабији, помирио бунтовна бедуинска племена и ратовао против византијске Сирије. Ебу Бекров наследник и други калиф био је Омер (634—644), који је освојио Сирију и део Египта и Месопотамије. После Омерове смрти, почеле су велике шизме. Следбеници Алија, пророковог нећака и мужа пророкове кћерке Фатиме, очекивали су од њега да постане нови калиф, али аристократа Осман (644—656) из породице мекијанских Умајада, бивших пророкових непријатеља, је изабран уместо њега. Чланови Ши`а Али („Алијеве странке"), изјавили су да наследство мора да буде установљено на основу ближих сродничких релација: калиф мора да буде не само из племена Курејш, већ такође из фамилије Хашемита и законски рођен у браку Фатиме, пророкове кћерке, са Али ибн Аби Талибом. Године 656. наше ере, Умајада Османа убија група Алијевих следбеника. Изабрани калиф (четврти у суни-низу), Алија, морао је да се суочи са богатим и моћним умајадским гувернером Сирије, Муавијом, и његовим проницљивим генералом Амр ибн ал-Асом, освајачем Египта. Када су Алијеве трупе преузеле вођство у бици код Сифина на Еуфрату, Амр ибн ал-Ас је закачио странице из Курана на копља својих војника и Алијева војска је престала да се бори. Амр ибн ал-Ас затражио је посредовање између Алија и Муавије, и овог другог је заступао тако успешно да су Алијеви представници прихватили Муавијин захтев за калифатом. Велика група из Алијеве војске, кариџити или „шизматици“ (од кариџа - отићи, изаћи), није прихватила арбитражу људских бића, јер „нема другог суда до Божјег“. Уместо да се бори против Муавије, Али се окренуо против кариџита, и тако је постао њихов смртни непријатељ. Године 661. кариџити су га убили. Након тога, калиф Муавија је основао династију Умајада из Дамаска (661—750).
Освајања од 661-750. под Умајадима из Дамаска укључила су Авганистан, велики део северне Африке и Шпанију. Берберска племена северне Африке била су преобраћена убеђивањем, иако ће наредних векова манифестовати своју етничку посебност прихватањем јереси каква је кариџитска. Године 711. наше ере, муслиманска војска прешла је Ифрикију (Северна Африка) и стигла до Магриб ал-акса, екстремне западне тачке. Уз помоћ византијског намесника Сеуте и градских Јевреја које су прогањали визиготски хришћани, муслимани су кренули у освајање ал-Андалуза, на Иберијском полуострву. Падом визиготске престонице Толеда, муслимани су загосподарили целом територијом западно од Пиринеја. Граница њихове експанзије су биле планине, нарочито пошто је Карло Мартел код Поатјеа (732) ставио тачку на њихово напредовање у Прованси. Скинути са трона 750. године од стране багдадских Абасида, последњи Умајади су пронашли уточиште у, водом богатој, Андалузији. Године 827. наше ере, Аглабиди из Ифрикије започели су освајање Сицилије и Јужне Италије. Византијска војска их је протерала са копна, али острво је освојено 902. године. Нормани су га касније заузели 1091. године.
Калифат Кордове био је престоница напредне цивилизације од 756. до 1031, када је постао жртва анархичних „партијских краљева“, током чијих су владавина хришћанска северна краљевства остварила поновно освајање Шпаније, постижући врхунац освајањем 1085. године, града Толеда. Окупацијом од стране две берберске династије – Алморавида (1090—1145) и Алмохада (1157—1223) - није стављена тачка на тај процес; напротив, муслимани ће се полагано повлачити у сужену јужну зону (Насрид емират Гранаде), и године 1492. победиће их „католички краљеви“.
Почев од једанаестог века, водећу снагу ислама представљали су Турци који су у ислам преведени у 10. веку, а нарочито Селџуци који су контролисали Абасидски калифат после Бујида (1058. године). Прогнали су их Монголи (преобраћени у ислам око 1300), који су заузели Ирак али су их зауставили Турци Мамелуци који су контролисали Египат до османлијског освајања 1517. године. Од петнаестог до деветнаестог века, интересе ислама углавном је представљало моћно Османско царство, основано 1301. године у Малој Азији. Османлије су 1453. године заузеле Константинопољ, који је постао њихова престоница (Истанбул). На истоку, Турци Мамелуци основали су султанат Делхи (1206—1526). Између 1526. и 1658. године, цела северна Индија биће у власти исламског царства Великих Могула, потомака Монгола. Индонезија и Малезија су биле највећим делом преведене у ислам преко трговинских путева који су их повезивали са муслиманским земљама. Исто се десило и са неким областима у суб-сахарској Африци.

### Поделе
Ислам се састоји од већег броја верских деноминација које су у суштини сличне по веровањима али међу њима постоје значајне теолошке и правне разлике. Најзначајнија је подела на суните и шиите, док се суфизам обично сматра пре мистичним редом него посебном школом ислама. Највећи број извора тврди да су отприлике 85% светских муслимана сунити а око 15% шиити, уз незнатну мањину коју чине припадници мањих исламистичких секти.

#### Сунити
Сунити су верници ислама, који представљају већину међу муслиманима. За разлику, од шиита, сунити уз Куран следе и суне, правила ислама утемељена на обичајима посланика Мухамеда. Суна (арапски سنة) значи књига и речи које се односе на пророка Мухамеда. Сунити признају (првог) калифа Ебу Бекра као наследника пророка Мухамеда и признају четири верске школе Ханафи, Малики, Шафи и Ханбали.

#### Шиити
Шиити (од арапског ши`а Али — „Алијева странка“) су други по величини огранак ислама. По историјском пореклу шиити признају Мухамедовог нећака Алију и његове потомке за једине пуноправне наследнике Мухамедове световне и духовне власти (калифи и имами). Шиити верују да је Алија директни наследник и вођа свих муслимана после Мухамедове смрти, за разлику од сунита који верују да је Ебу Бекр, први калиф после Мухамеда, легитимно добио вођство над муслиманима. Ова разлика у мишљењу се десила 632. године и тај раскол је оштро поделио ове две муслиманске традиције у многим њиховим веровањима и делањима.
Шиити су данас већина у Ирану и Ираку. Значајних шиитских мањина има и у Пакистану, Индији, Авганистану, Либану, Азербејџану, Јемену, Бахреину и осталим земљама Персијског залива.

#### Суфији
Суфизам (арап. تصوف, tasawwuf, персијски عرفان, Ерфан) је мистички аспект ислама, начин живота усмерен према остварењу Божјег јединства и присуства кроз љубав, искуствену спознају, аскетизам и екстатичко јединство са вољеним Творцем. Термин суфи и суфизам (тасавуф) потичу од вунене одеће (суф) коју су носили муслимански аскети. Суфији су често наилазили су на жесток отпор службеног ислама.

## Распрострањеност
По подацима из 2016. године, муслиманска заједница броји 1,78 милијарде верника. У неких 30-40 земаља света ислам је већинска религија, а арапске земље чине око 20% од укупног броја муслиманских земаља на свету. Јужна и Југоисточна Азија имају највише муслиманских земаља, са Индонезијом, Пакистаном, Бангладешом и Индијом, које свака понаособ, имају више од 100 милиона верника. Према подацима владе САД, 2006. године је било 20 милиона муслимана и више од 40.000 исламских светилишта у Кини.
На Блиском истоку, не-арапске земље Турска и Иран имају најбројније муслиманске заједнице, док у Африци, Египат и Нигерија су на првом месту. У многим европским земљама, ислам је друга религија по заступљености после хришћанства, као на пример, у Француској.
У Србији има око 240.000 муслимана (не рачунајући Косово и Метохију, где је њихов број тренутно непознат) или 3,2% популације они углавном припадају Бошњачкој, Албанској или Српској етничкој скупини. У Србији постоји преко 190 џамија од којих око 120 у Рашкој, 60 у јужној Србији, по једна у Београду, Нишу, Малом Зворнику и Суботици. Постоје и две медресе - једна у Новом Пазару као и исламски факултет, и једна у Београду.

## Фото галерија
- Џамија у Београду
- Џамија у Бањој Луци
- Џамија у Хомсу, Сирија
- Полумесец, Јордан
- Муслиманке у хиџабу (лево) и никабу (десно).